# زويدي مغامس (الريف الشرقي)
زويدي مغامس (بالفارسية: زویدی مغامز) هي منطقة سكنية تقع في إيران في قسم الريف الشرقي الريفي. يقدر عدد سكانها بـ 324 نسمة بحسب إحصاء 2016.